# Eystein Halfdansson
Eystein Halfdansson (jęz. stn. Eysteinn Hálfdansson; ur. ok. 668 w Romerike, zm. 730 pod Rygge) – na wpółlegendarny norweski władca plemienny Romerike (ob. część Hedmarku) i Vestfoldu. Był członkiem rodu Ynglingów, panował w południowo-wschodniej Norwegii. Według legendy Eystein miał być przodkiem Haralda Pięknowłosego, pierwszego historycznego króla Norwegii.
Eystein był synem Halfdana Białego i Asy, córki Eysteina. Po śmierci ojca ok. 700 roku został jego następcą na tronie Romerike. Ożenił się z Hildą, córką Eryka Agnarssona, który nie miał męskich potomków; po jego śmierci Eystein objął tron Vestfoldu, jako mąż Hildy.
W 730 roku Eystein udał się na wyprawę wojenną do Varny (ob. Rygge), na zachodnim wybrzeżu Norwegii. Według przekazu Sagi o Ynglingach Snorriego Sturlusona, na wybrzeże wyszedł Skjold, władca Varny, który dostrzegł płynące po grabieży statki napastników i rzucił na nie zaklęcie. Eystein zachwiał się, wpadł do wody i utonął. Jego ludzie zdołali jednak wydobyć ciało i pochowali je w miejscowości Borro (ob. Borre w gminie Horten).
Następcą Eysteina został jego syn Halfdan II Łagodny.